# والستونبورگ (کارولینای شمالی)
والستونبورگ (به انگلیسی: Walstonburg) شهری در ایالت کارولینای شمالی کشور ایالات متحده آمریکا است که جمعیت آن در سرشماری سال ۲۰۱۰ میلادی، ۲۱۹ نفر بوده‌است.